# Криза идентитета
Криза идентитета је кад на сваком од ступњева развоја личности долази до одређених тешкоћа у формирању идентитета. Нови стадијум увек је изазов и потенцијална криза услед радикалне промене перспективе. По Ериксону, то је психичко стање у једном прекретном периоду у којем услед нарушавања осећања континуитета настају тешкоће у осећању идентитета. Није свака криза идентитета нездрава, она је често плодан моменат за преокрет у развоју и шанса за успешно одрастање.